# پتیکند
پتیکند (به لاتین: Ptikent) یک منطقهٔ مسکونی در روسیه است که در داغستان واقع شده‌است.